# Star Trek: La nova generació temporada 7
La setena temporada i última de la sèrie de ciència-ficció de televisió estatunidenca Star Trek: La nova generació va començar a emetre's en redifusió als Estats Units el 20 de setembre de 1993 i va concloure el 23 de maig de 1994, després de l'emissió de 26 episodis. Ambientada al segle XXIV, la sèrie segueix les aventures de la tripulació de la nau estel·lar de la Flota Estel·lar Enterprise-D.
La temporada comença amb la tripulació derrotant Lore i el seu grup de canalles Borg, resultant en el desmuntatge de Lore. Va continuar aquest tema de la història familiar amb la majoria dels episodis. Després de tractar amb Lore, Data també s'enfronta a la constatació que la seva "mare" encara és viva ("Herència"). A "Interfície", Geordi intenta salvar la seva mare d'una nau avariada i es veu obligat a fer front a la seva pèrdua. Worf coneix una versió futura del seu fill, Alexander, a "El primogènit" i el seu germà adoptiu a "Cap a casa".
Tant Troi com la Dra. Crusher s'enfronta a vells secrets familiars a "Plana oculta" i "Sub Rosa". Picard també s'enfronta a reptes amb un fill que mai va saber que tenia a "Línies de sang" i la seva relació amb la seva família (passat, present i futur) al final de la sèrie "Totes les coses bones..."
La sèrie acaba amb Q concloent el seu judici de la humanitat, donant a Picard l'oportunitat de salvar tota la humanitat.
Aquesta temporada va ser nominada per a un Premi Primetime Emmy a la millor sèrie dramàtica, fent de Star Trek: La nova generació la primera (i, a partir del 2020, única) sèrie redifosa nominada per al premi.

## Repartiment
- Patrick Stewart com el capità Jean-Luc Picard
- Jonathan Frakes com a comandant William T. Riker
- Brent Spiner com a tinent. Cmdr. Data
- Gates McFadden com el Dr. (Cmdr.) Beverly Crusher
- LeVar Burton com a tinent. Cmdr. Geordi La Forge
- Marina Sirtis com a consellera (Lt. Cmdr.) Deanna Troi (posteriorment ascendida al rang de comandant a l'episodi "Sigueu vos mateix")
- Michael Dorn com a tinent Worf

## Personatges recurrents
- Majel Barrett – Veu de l'ordinador (6 episodis) / Lwaxana Troi (1 episodi)
- Patti Yasutake – Alferes Alyssa Ogawa (4 episodis)
- Denise Crosby - Lt. Tasha Yar (2 episodis)
- Colm Meaney – Miles O'Brien (2 episodis)
- Wil Wheaton – Wesley Crusher (2 episodis)
- John de Lancie – Q (2 episodis)
- Michelle Forbes - Lt. Ro Laren (1 episodi)
- Dwight Schultz - Lt. Reginald Barclay (1 episodi)
- Eric Menyuk – El viatjant (1 episodi)
- Brian Bonsall – Alexander Rozhenko (1 episodi)
- Armin Shimerman – Quark (1 episodi)

## Doblatge al català
A les xarxes d'igual a igual circulen versions subtitulades de la setena temporada, amb subtítols fets per seguidors de la sèrie. No se sap si TV3 va fer traduir la temporada, però no s'ha emès per televisió, a diferència de les altres sis temporades.

## Episodis
| Núm. total | Núm. de la temporada | Títol                                          | Direcció           | Guió                                                                                       | Data d'emissió original | Codi de prod. | Nielsen rating |
| --- | -------------------- | ---------------------------------------------- | ------------------ | ------------------------------------------------------------------------------------------ | ----------------------- | ------------- | -------------- |
| 153 | 1                    | «Atac, part II Descent, Part II»               | Alexander Singer   | René Echevarria                                                                            | 20 de setembre de 1993  | 253           | 13.0           |
| Els Borg estan sent liderats per Lore. Data cau sota el seu control en alimentar-se d'emocions negatives. |                      |                                                |                    |                                                                                            |                         |               |                |
| 154 | 2                    | «Enllaços Liaisons»                            | Cliff Bole         | Història de : Roger Eschbacher & Jaq Greenspon Guió de : Jeanne Carrigan-Fauci & Lisa Rich | 27 de setembre de 1993  | 254           | 12.2           |
| Worf i Troi, de mala gana, són els amfitrions de dos ambaixadors d'Iyaaran mentre Picard s'estavella en una llançadora amb un altre Iyaaran. És rescatat per una dona humana que presenta un comportament estrany. |                      |                                                |                    |                                                                                            |                         |               |                |
| 155 | 3                    | «Interfície Interface»                         | Robert Wiemer      | Joe Menosky                                                                                | 4 d'octubre de 1993     | 255           | 11.7           |
| Geordi intenta rescatar la nau estel·lar de la seva mare mitjançant una sonda controlada a distància. |                      |                                                |                    |                                                                                            |                         |               |                |
| 156 | 4                    | «Estratagema, part I Gambit, Part I»           | Peter Lauritson    | Història de : Naren Shankar i Christopher Hatton Guió de : Naren Shankar                   | 11 d'octubre de 1993    | 256           | 11.9           |
| La tripulació de l' Enterprise investiga l'aparent assassinat del capità Picard durant un viatge arqueològic. Riker és segrestat per mercenaris i troba en Picard treballant com a part de la seva tripulació. |                      |                                                |                    |                                                                                            |                         |               |                |
| 157 | 5                    | «Estratagema, part II Gambit, Part II»         | Alexander Singer   | Història de : Naren Shankar Guió de : Ronald D. Moore                                      | 18 d'octubre de 1993    | 257           | 12.0           |
| Picard i Riker ajuden els mercenaris a recollir artefactes arqueològics per evitar que una antiga arma vulcaniana caigui en mans equivocades. |                      |                                                |                    |                                                                                            |                         |               |                |
| 158 | 6                    | «Fantasmes Phantasms»                          | Patrick Stewart    | Brannon Braga                                                                              | 25 d'octubre de 1993    | 258           | 12.2           |
| Data experimenta somnis estranys mentre la Enterprise té problemes amb el seu renovat [nucli de curvatura. Però no tot és com sembla. |                      |                                                |                    |                                                                                            |                         |               |                |
| 159 | 7                    | «Plana oculta Dark Page»                       | Les Landau         | Hilary J. Bader                                                                            | 1 de novembre de 1993   | 259           | 11.6           |
| Una crisi psíquica posa a Lwaxana Troi en coma i Deanna treballa per salvar-li la vida. Aquest episodi presenta una jove Kirsten Dunst interpretant a la petita Hedril. |                      |                                                |                    |                                                                                            |                         |               |                |
| 160 | 8                    | «Acoblats Attached»                            | Jonathan Frakes    | Nick Sagan                                                                                 | 8 de novembre de 1993   | 260           | 12.1           |
| Extraterrestres solitaris empresonen Picard i la Dra. Crusher amb càrrecs d'espionatge. Els implants experimentals que uneixen les seves ments telepàticament fan que s'enfrontin els seus sentiments latents entre ells. |                      |                                                |                    |                                                                                            |                         |               |                |
| 161 | 9                    | «La força de la Natura Force of Nature»        | Robert Lederman    | Naren Shankar                                                                              | 15 de novembre de 1993  | 261           | 11.9           |
| Un parell de científics mostren que el motor de curvatura està perjudicant el teixit espacial mentre l'Enterprise investiga la desaparició d'una nau de la Federació. |                      |                                                |                    |                                                                                            |                         |               |                |
| 162 | 10                   | «Herència Inheritance»                         | Robert Scheerer    | Història de : Dan Koeppel Guió de : Dan Koeppel i René Echevarria                          | 22 de novembre de 1993  | 262           | 11.6           |
| Data es troba amb una dona que afirma ser la seva "mare" mentre l'Enterprise ajuda un planeta alienígena a reestabilitzar el nucli del seu planeta. |                      |                                                |                    |                                                                                            |                         |               |                |
| 163 | 11                   | «Paral·leles Parallels»                        | Robert Wiemer      | Brannon Braga                                                                              | 29 de novembre de 1993  | 263           | 12.8           |
| Worf es troba canviant aleatòriament entre realitats alternatives, després de guanyar un torneig i celebrar el seu aniversari. |                      |                                                |                    |                                                                                            |                         |               |                |
| 164 | 12                   | «La Pegasus The Pegasus»                       | LeVar Burton       | Ronald D. Moore                                                                            | 10 de gener de 1994     | 264           | 11.9           |
| L'antic capità Riker puja a bord de l' Enterprise per recuperar l'USS Pegasus. Picard investiga les circumstàncies de la seva pèrdua i descobreix que hi ha hagut un encobriment. Presenta Terry O'Quinn com l'almirall Eric Pressman. |                      |                                                |                    |                                                                                            |                         |               |                |
| 165 | 13                   | «Cap a casa Homeward»                          | Alexander Singer   | Història de : Spike Steingasser Guió de : Naren Shankar                                    | 17 de gener de 1994     | 265           | 11.8           |
| Un observador de la Federació salva una civilització condemnada a l'extinció, el germà adoptiu humà de Worf, violant la Primera Directiva, obligant la tripulació de l' Enterprise a determinar activament el seu destí. Basat en material de William N. Stape. |                      |                                                |                    |                                                                                            |                         |               |                |
| 166 | 14                   | «Sub Rosa»                                     | Jonathan Frakes    | Història de : Jeri Taylor Guió de : Brannon Braga                                          | 31 de gener de 1994     | 266           | 11.5           |
| La Dra. Crusher assisteix al funeral de la seva àvia i descobreix que la casa està habitada per un esperit que té 800 anys i que era l'amant de la seva àvia. Basat en material de Jeanna F. Gallo. |                      |                                                |                    |                                                                                            |                         |               |                |
| 167 | 15                   | «Cobertes inferiors Lower Decks»               | Gabrielle Beaumont | Història de : Ronald Wilkerson & Jean Louise Matthias Guió de : René Echevarria            | 7 de febrer de 1994     | 267           | 11.9           |
| Els oficials subalterns es volen promocionar, ja que a un d'ells se li assigna la perillosa tasca d'ajudar a un espia cardassià. |                      |                                                |                    |                                                                                            |                         |               |                |
| 168 | 16                   | «Sigueu vos mateix Thine Own Self»             | Winrich Kolbe      | Història de : Christopher Hatton Guió de : Ronald D. Moore                                 | 14 de febrer de 1994    | 268           | 11.4           |
| Data perd la memòria després de recuperar fragments radioactius a la superfície d'un planeta i posa en perill l'assentament humanoide que troba, mentre que Deanna estudia per convertir-se en oficial del pont. |                      |                                                |                    |                                                                                            |                         |               |                |
| 169 | 17                   | «Màscares Masks»                               | Robert Wiemer      | Joe Menosky                                                                                | 21 de febrer de 1994    | 269           | 11.8           |
| L' Enterprise troba una antiga biblioteca que recrea la seva civilització prenent possessió de Data i transformant la nau. |                      |                                                |                    |                                                                                            |                         |               |                |
| 170 | 18                   | «L'ull de l'observador Eye of the Beholder»    | Cliff Bole         | Història de : Brannon Braga Guió de : René Echevarria                                      | 28 de febrer de 1994    | 270           | 13.3           |
| Deanna investiga el suïcidi d'un tripulant i descobreix un assassinat que va tenir lloc durant la construcció de l' Enterprise. |                      |                                                |                    |                                                                                            |                         |               |                |
| 171 | 19                   | «Gènesi Gènesi»                                | Gates McFadden     | Brannon Braga                                                                              | 21 de març de 1994      | 271           | 11.3           |
| Un tractament mèdic rutinari crea inadvertidament un virus que comença a desevolució de la tripulació de l' Enterprise mentre Picard i Data es troben en una missió fora. Aquest és el primer i únic episodi dirigit per Gates McFadden, que interpreta la Dra. Crusher. |                      |                                                |                    |                                                                                            |                         |               |                |
| 172 | 20                   | «El final del viatge Journey's End»            | Corey Allen        | Ronald D. Moore                                                                            | 28 de març de 1994      | 272           | 11.9           |
| Wesley considera el seu futur ja que la Enterprise té l'ordre de traslladar els Nadius americans d'un planeta que està a punt de caure sota la jurisdicció dels cardassians. Les estrelles convidades Richard Poe com a Gul Evek, Wil Wheaton com a Wesley Crusher i Tom Jackson com a Lakanta. Aparició final d'Eric Menyuk com a El viatger. Basat en material de Shawn Piller i Antonia Napoli. |                      |                                                |                    |                                                                                            |                         |               |                |
| 173 | 21                   | «El primogènit Firstborn»                      | Jonathan West      | Història de : Mark Kalbfeld Guió de : René Echevarria                                      | 25 d'abril de 1994      | 273           | 11.4           |
| Worf intenta convèncer el seu fill Alexander perquè accepti la seva herència guerrera. Estrella convidada James Sloyan com a K'mtar. |                      |                                                |                    |                                                                                            |                         |               |                |
| 174 | 22                   | «Línies de sang Bloodlines»                    | Les Landau         | Nick Sagan                                                                                 | 2 de maig de 1994       | 274           | 11.3           |
| DaiMon Bok (estrella convidada Lee Arenberg) torna per venjar-se de Picard intentant matar el fill que Picard ignorava que havia tingut. |                      |                                                |                    |                                                                                            |                         |               |                |
| 175 | 23                   | «Aparició Emergence»                           | Cliff Bole         | Història de : Brannon Braga Guió de : Joe Menosky                                          | 9 de maig de 1994       | 275           | 11.3           |
| La Enterprise es converteix en una intel·ligència emergent. Es descobreix que el vaixell està creant una nova forma de vida a través dels personatges de l'holocoberta. |                      |                                                |                    |                                                                                            |                         |               |                |
| 176 | 24                   | «Atac amb dret de prioritat Preemptive Strike» | Patrick Stewart    | Història de : Naren Shankar Guió de : René Echevarria                                      | 16 de maig de 1994      | 276           | 11.8           |
| La tinent Ro es gradua de l'entrenament tàctic avançat i és enviada per Picard per atraure els terroristes Maquis a una trampa. Estrella convidada Richard Poe com a Gul Evek. |                      |                                                |                    |                                                                                            |                         |               |                |
| 177178 | 2526                 | «Totes les coses bones... All Good Things...»  | Winrich Kolbe      | Ronald D. Moore & Brannon Braga                                                            | 23 de maig de 1994      | 277           | 17.4           |
| Picard es veu transportat per Q entre tres períodes, per fer front a un fenomen que amenaça d'esborrar la humanitat de la història. - Originalment es mostra com un final de sèrie de dues hores, però en redifusió es mostra com a 2 episodis separats. |                      |                                                |                    |                                                                                            |                         |               |                |

1. 1 2  Acreditat com a Nicholas Sagan

## Recepció
El 2019, CBR va classificar la temporada 7 de Star Trek: La nova generació com la vint-i-dosena millor temporada de totes les temporades de Star Trek fins aleshores.